# Filipe de Saboia, Duque de Némours
Filipe de Saboia, Duque de Nemours nasceu em 1490 em Bourg-en-Bresse e morreu em Marselha a 25 de Outobro de 1533.
Foi Conde de Genebra de 1514 a 1533 e Duque de Némours de 1515 a 1533. Filho de Filipe II de Saboia e de Claudina de Brosse era  Duque de Saboia  e Príncipe do Piemonte.
Ao princípio destinado à vida monástica foi nomeado Bispo de Genebra - o quarto no século XV da Casa de Saboia nomeado para uma diocese desta importância. Depois de ter combatido ao lado do rei de França, deixa o a vida eclesiástica para se dedicar ao lado do seu irmão Carlos III de Saboia à política. Nessa altura, 1514, recebe em apanágio o Genevois e o Francigny e no ano seguinte o seu sobrinho Francisco I de França dá-lhe o Ducado de Nemours.

## Casamento e descendência
Em 1528 casou com Carlota de Orleães-Longueville, filha de Luís I de Orleães-Longueville. Nessa ocasião, o seu sobrinho, o rei Francisco I de França, dá-lhe o ducado de Nemours, Deste casamento nasceram dois filhos:
- Jaime de Saboia-Nemours (1531 † 1585), duque de Genève e de Nemours;
- Joana de Saboia (1532 † 1568) que se casou com Nicolau de Lorena (1524-1577), duque de Mercœur.